# Ancita niphonoides
Ancita niphonoides là một loài bọ cánh cứng trong họ Cerambycidae.